# Oí (digramme)
Cette page contient des caractères spéciaux ou non latins. S’ils s’affichent mal (▯, ?, etc.), consultez la page d’aide Unicode.
Pour les articles homonymes, voir OI.
Oí (minuscule oí) est un digramme de l'alphabet latin composé d'un O et d'un I accent aigu (Í). 

## Linguistique
- En irlandais le digramme ‹ oí › représente la voyelle longue [iː] entre une consonne vélarisée et une consonne palatalisée.

## Représentation informatique
Comme pour la majorité des digrammes, il n'existe aucun encodage de ‹ oí › sous la forme d'un seul signe. Il est toujours réalisé en accolant les lettres O et Í.

### Unicode
Les caractères Unicode utilisables pour former ce digramme sont, :
- Capitale OÍ : U+004F U+00CD
- Majuscule Oí : U+004F U+00ED
- Minuscule oí : U+006F U+00ED